# Cichlasoma trimaculatum
Cichlasoma trimaculatum (Günther, 1867) è un pesce d'acqua dolce appartenente alla famiglia Cichlidae, sottofamiglia Cichlasomatinae.

## Habitat e Distribuzione
Proviene dall'America centrale, particolarmente dal Messico, da El Salvador e dal Guatemala. Vive nelle zone con fondo fangoso o sabbioso ricche di vegetazione acquatica.

## Descrizione
Il corpo è molto compresso ai lati e la colorazione di base è marrone con sfumature violacee o rosse più intense vicino al ventre. Sul corpo ci sono diverse macchie nere dalla forma irregolare e tanti puntini bianchi più piccoli. Le pinne sono più allungate nel maschio e macchiate come il corpo. Il dimorfismo sessuale è molto marcato: il maschio è più grande e colorato e da adulto sviluppa una gobba sopra la testa. La lunghezza media è di circa 35 cm.

## Dieta
La sua dieta consiste in invertebrati acquatici e pesci.

## Riproduzione
Questo pesce è oviparo e la fecondazione è esterna. Le uova, fino a 1000, vengono di solito deposte su una pietra piatta e sorvegliate dai genitori e questi ultimi si prendono anche cura degli avannotti finché non sono autosufficienti.

## Acquariofilia
Come tutti i Cichlasoma, viene tenuto in acquario, ma può dare problemi perché è estremamente aggressivo e diventa molto grande.